# Kościół św. Marii Magdaleny w Sandomierzu
Kościół św. Marii Magdaleny – rzymskokatolicki kościół, który znajdował się w Sandomierzu, powstały w średniowieczu w obrębie nowo ulokowanego miasta, rozebrany w 1860 roku.

## Historia

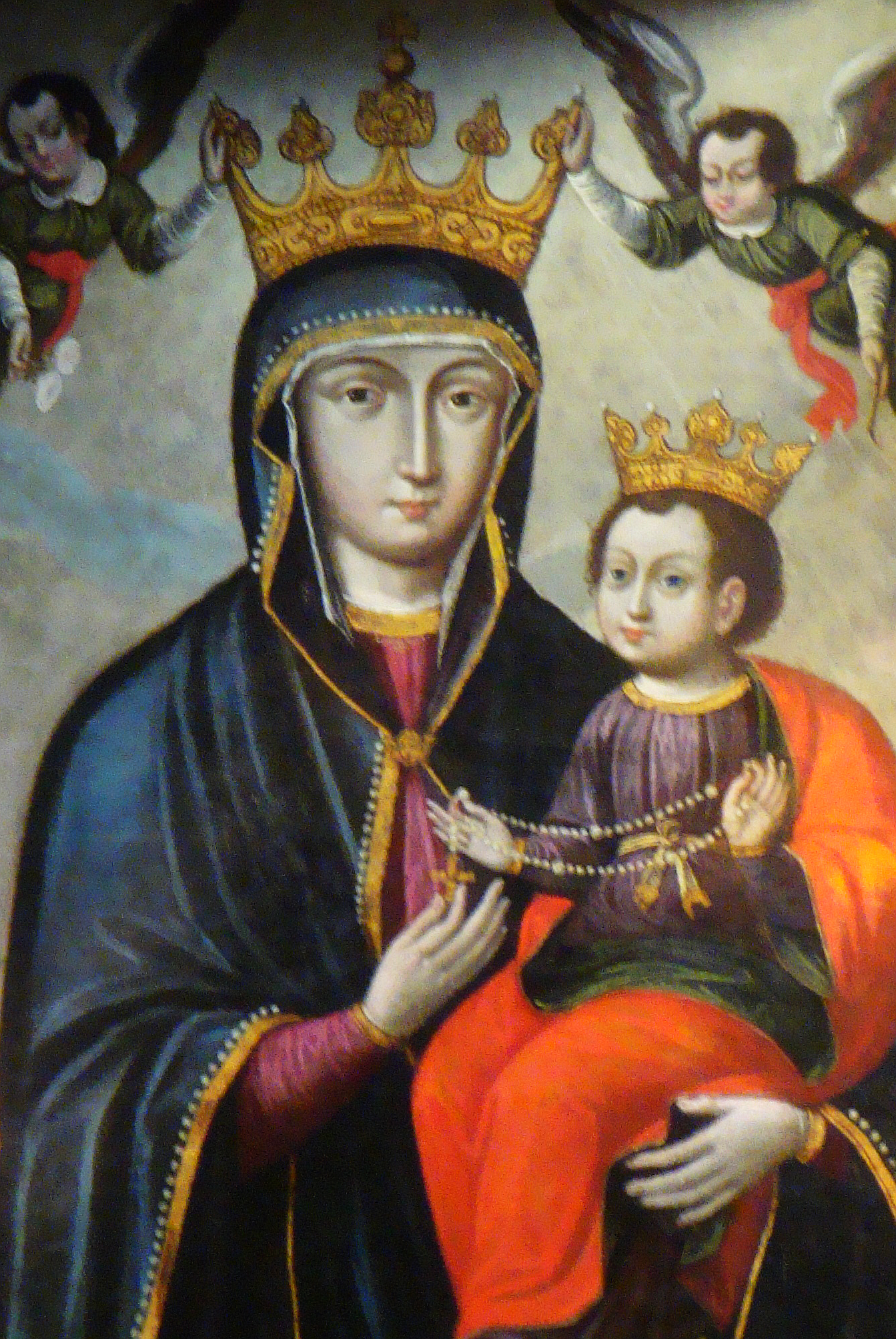
Obraz Matki Bożej Różańcowej w kościele św. Jakuba – Sanktuarium Matki Bożej Różańcowej – jedna z nielicznych pozostałości po kościele św. Marii Magdaleny

Po zniszczeniu miasta przez najazd wojsk mongolsko-tatarskich w 1260 roku postanowiono zlokalizować Sandomierz bliżej skarpy wiślanej. Decyzją Leszka Czarnego w 1289 roku oddano Zakonowi Kaznodziejskiemu kościół św. Marii Magdaleny, znajdujący się w obrębie nowych murów miejskich. Konwent św. Marii Magdaleny miał zapobiec sytuacji z przeszłości, kiedy to w 1260 roku wymordowano wszystkich zakonników konwentu św. Jakuba. Stąd w 1289 roku książę Leszek Czarny, za zgodą Witkona - wójta sandomierskiego oraz mieszczan, ofiarował klasztorowi św. Jakuba plac wewnątrz murów miejskich Sandomierza. Od tej daty mierzy się powstanie klasztoru św. Marii Magdaleny. Pierwszy murowany kościół i klasztor powstał tu w latach 1334-1368. W 1399 roku został rozbudowany przez prowincjała dominikanów Andrzeja Ruteni. Z biegiem czasy zakonnicy z Marii Magdaleny coraz bardziej uniezależniali się od macierzystego konwentu i w 1645 roku klasztor Marii Magdaleny stał się odrębnym konwentem. Zależność od klasztoru św. Jakuba podkreślana była daniną płaconą przez klasztor Marii Magdaleny w wysokości 10 złotych. Konwent Mari Magdaleny istniał do 1807 roku, gdy nieliczni zakonnicy zostali przeniesieni do klasztoru św. Jakuba. W 1809 roku utworzono w budynkach klasztornych magazyny, a w 1860 roku kościół św. Marii Magdaleny został rozebrany.
Nieliczne pozostałości wyposażenia kościoła św. Marii Magdaleny zostały przeniesione do kościoła św. Jakuba. Materiał zrujnowanego kościoła posłużył do budowy sandomierskiego Pałacu Biskupiego. Zachowało się jedynie tzw. ucho igielne, czyli furta dominikańska, która łączyła oba klasztory wytyczoną drogą przez Wąwóz Świętojakubski. Zarys fundamentów kościoła Mari Magdaleny jest wybrukowany kolorową kostką na placu przy sandomierskim Urzędzie Miasta, który mieści się w dawnych budynkach klasztornych.